# Campaña presidencial de Bernie Sanders de 2016
La campaña presidencial de 2016 de Bernie Sanders, el senador menor de Estados Unidos y exrepresentante de Vermont, comenzó con un anuncio formal hecho por Sanders el 26 de mayo de 2015 en Burlington, Vermont, que siguió a un anuncio informal el 30 de abril. Sanders había sido considerado un candidato potencial para la presidencia de los Estados Unidos desde septiembre de 2014. Aunque Sanders comenzó la campaña como un independiente, él decidió convertirse en candidato del partido demócrata ya que muchas de sus ideas eran compartidas por los demócratas.
La principal competidora de Sanders para la nominación fue la ex secretaria de Estado Hillary Clinton; El exgobernador de Maryland Martin O'Malley estaba en un lejano tercer lugar hasta que suspendió su campaña el 1 de febrero de 2016. Sanders atrajo grandes multitudes a sus eventos a través de su política populista y socialdemócrata que le ganó el apoyo de los votantes de la clase obrera, especialmente de los menores de 40 años. Se desempeñó fuertemente con los votantes blancos, pero consistentemente arrastró a Clinton por 30 o más puntos porcentuales entre los votantes negros; Las encuestas mostraron una carrera cercana entre los votantes hispanos.
Sanders dijo que su campaña se centraría en la desigualdad de ingresos y riqueza, que él argumentó está erosionando a la clase media estadounidense, y en la reforma de las finanzas de campaña. A diferencia de la mayoría de los otros candidatos presidenciales importantes, Sanders evitó recibir muchos fondos del partido demócrata, en su lugar decidió recibir donaciones individuales. El 30 de septiembre de 2015, el New York Times informó que Sanders había recaudado 26 millones dólares en los últimos tres meses, cerca de los $28 millones de Hillary Clinton, y que la campaña había recibido 1 millón de donaciones individuales, convirtiéndose en la primera en 2015 en llegar a ese umbral.
Después de las elecciones primarias finales (en el Distrito de Columbia, el 14 de junio), Clinton se convirtió en la presunta candidata demócrata. Sanders no apoyó a Clinton, pero dijo que trabajaría con ella para derrotar al presunto candidato republicano, Donald Trump. El 16 de junio, Sanders dio un discurso en vivo en línea a sus partidarios, diciendo: "La revolución política continúa". El 12 de julio, Sanders oficialmente dio su ayuda a Clinton durante una reunión que se celebró en Portsmouth, New Hampshire.
El 22 de julio de 2016, varios correos electrónicos del Comité Nacional Demócrata (DNC), fueron filtrados y publicados, supuestamente mostrando parcialidad contra la campaña de Sanders por parte del Comité y su presidente, Debbie Wasserman Schultz. Posteriormente, Schultz dimitió como presidente de DNC y fue reemplazado por Donna Brazile, quien también estaba implicada en las filtraciones y se disculpó con Sanders y sus partidarios.
En la votación nominal de la Convención Nacional Demócrata el 26 de julio de 2016, Sanders recibió 1.865 votos (39% de los votos), que consistieron en 1.848 delegados ganadores en los concursos primario y de caucus (46% del total) y 17 superdelegados ( 4%). Después de la convocatoria, Sanders propuso una moción para nominar formalmente a Clinton, que pasó por voto de voz.
En el año 2016, Sanders hubiera sido el presidente más viejo en ocupar el cargo, sucediendo a Ronald Reagan, quien lo hizo a los 69 años. Sanders también habría sido el primer presidente judío, además de ser el primer originario de Nueva York en ocupar el cargo desde Theodore Roosevelt en 1901.
El 28 de octubre de 2016, Sanders fue declarado candidato elegible para ser presidente en California, con Tulsi Gabbard como vice-candidato presidencial.

## Antecedentes

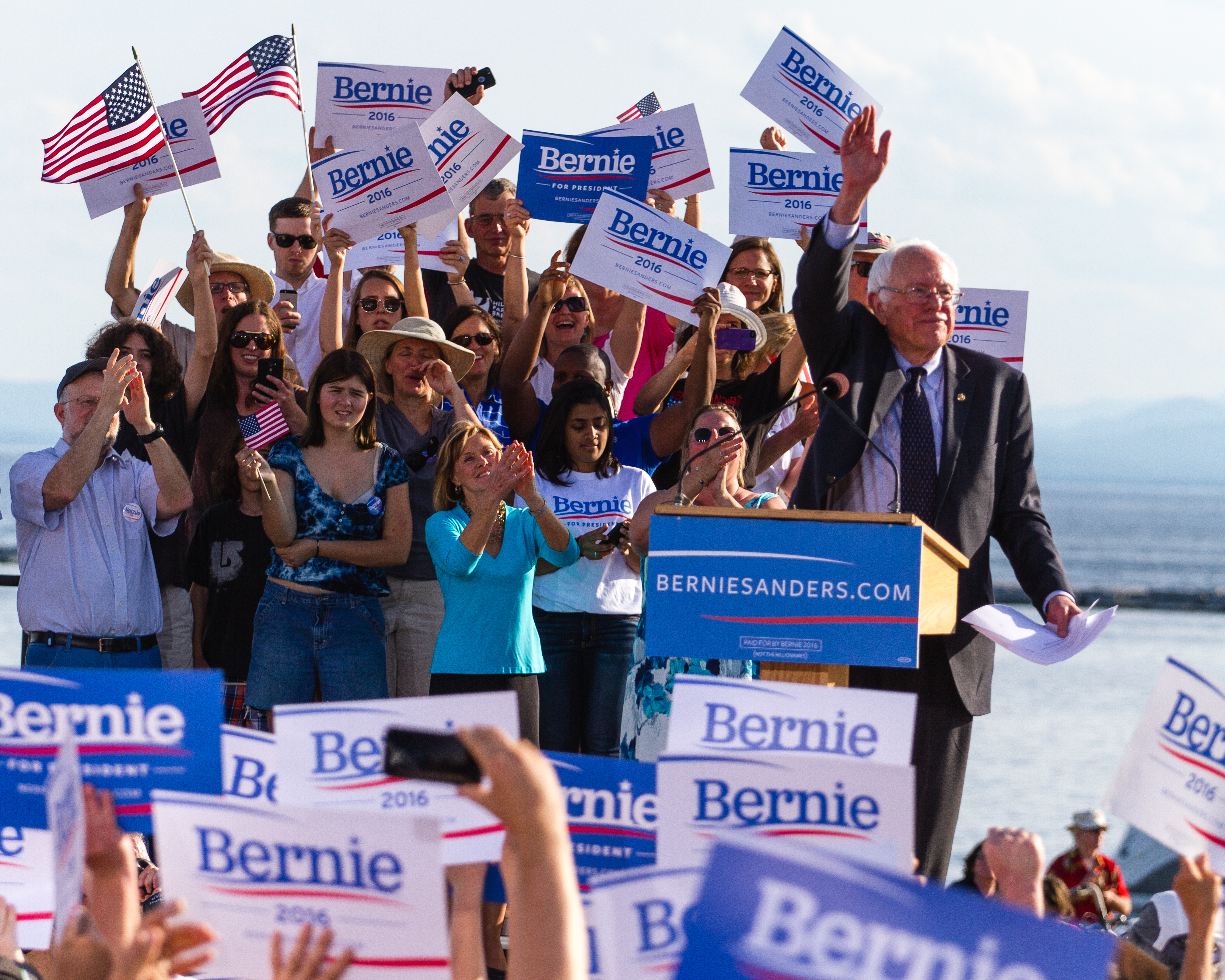
Sanders en su inicio de campaña en Burlington, Vermont, a finales de mayo de 2015

Los anteriores éxitos políticos de Sanders fueron en Vermont, uno de los estados más rurales de los Estados Unidos. Sanders ha sido políticamente activo casi toda su vida adulta. En la universidad, Sanders protestó contra la brutalidad de la policía, participó en una mesa de diálogo sobre la segregación, y trabajó como organizador para el congreso de la igualdad racial. En 1963 viajó a Washington para asistir a la Marcha en Washington por Empleos y Libertad. Como alcalde de Burlington, Sanders jugó un papel prominente en la construcción de apoyo en Vermont para la campaña presidencial de Jesse Jackson en 1984 y 1988.
En una entrevista realizada en noviembre de 2013, Sanders expuso varias razones para lanzar su propia campaña presidencial, incluyendo el calentamiento global (cambio climático actual), la desigualdad económica, la frustración con la decisión de la Suprema Corte y la importancia de mantener programas públicos como Medicare y Medicaid .
En una entrevista realizada el 6 de marzo de 2014 por The Nation, Sanders declaró que estaba "preparado para postularse para ser el presidente de los Estados Unidos" en 2016, pero no anunció oficialmente una campaña. Cuando se le presionó sobre el tema, Sanders dijo que estaba discutiendo la posibilidad con personas de todo el país, pero consideró que era prematuro hacer un anuncio. Después de las elecciones parlamentarias de 2014, Sanders continuó discutiendo su postulación para presidente.
El 28 de abril de 2015, Vermont Public Radio informó que Sanders anunciaría su candidatura para la nominación presidencial demócrata el 30 de abril. En una entrevista de USA Today el 29 de abril, Sanders declaró que estaba "corriendo en estas elecciones para ganar", y lanzó un sitio web de campaña, efectivamente comenzando su carrera. Sanders dijo que estaba motivado para entrar en la carrera por lo que él llamó "niveles obscenos" de disparidad de ingresos, y el sistema de financiación de campaña.
El 26 de mayo de 2015, Sanders anunció oficialmente su candidatura en Burlington Waterfront Park.

## Debates presidenciales del Partido Demócrata

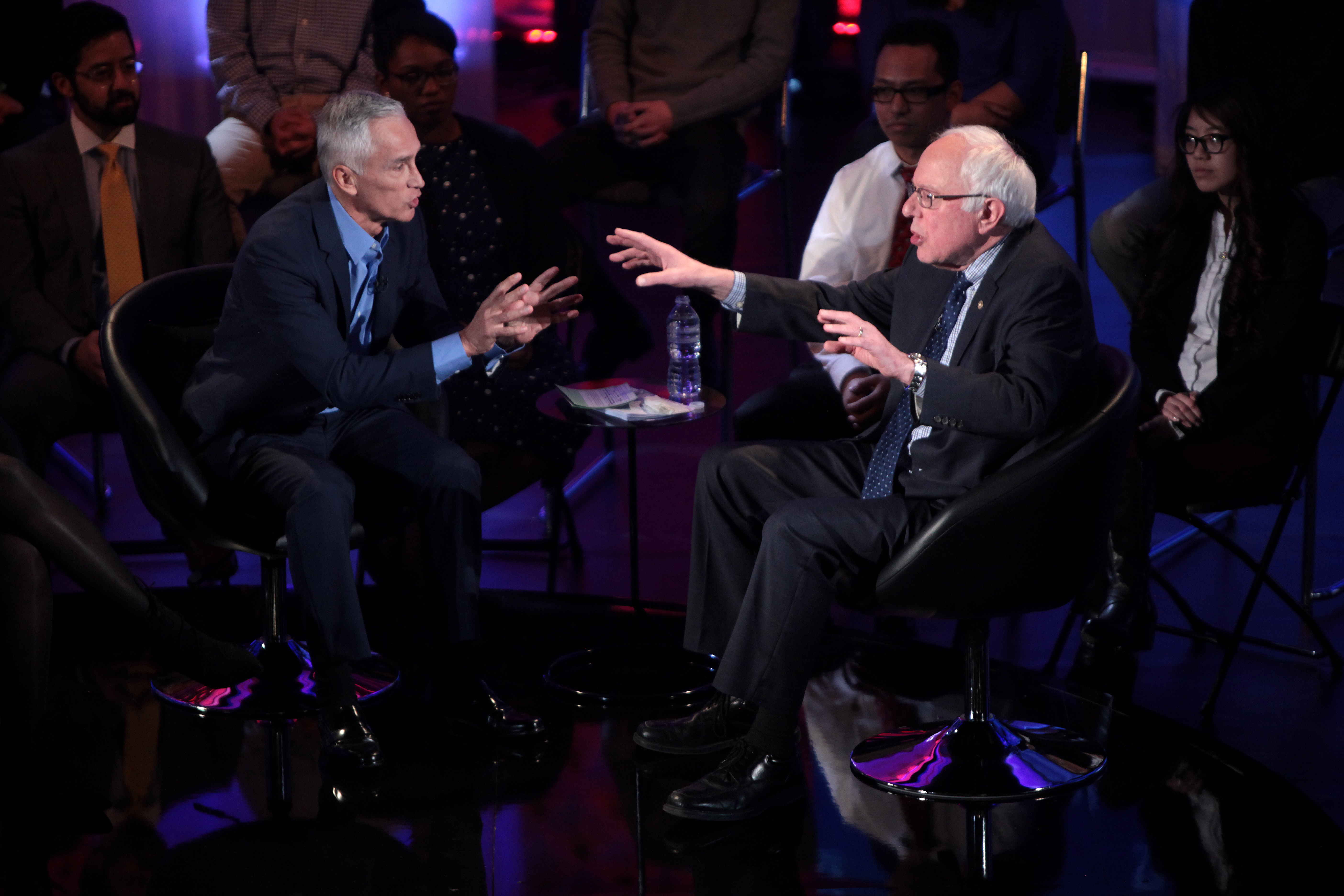
Sanders y Jorge Ramos en el Foro Presidencial Brown & Black en enero de 2016 en Iowa

Los debates presidenciales del Partido Demócrata de 2016 ocurrieron entre los candidatos en la campaña para la nominación del partido para la candidatura por la presidencia de los Estados Unidos en las elecciones presidenciales de 2016. El DNC anunció el 5 de mayo de 2015, que habría seis debates, que fueron considerados "un número razonable y en línea con lo que el comité nacional sancionó en 2008" , aunque mucho menos que los 26 debates y foros celebrados durante La campaña presidencial primaria de 2008. La mayoría de los debates estaban programados para fines de semana, que se sabe que atraen a un público más pequeño que los que se hacen entre semana. Los republicanos programaron 12 debates nocturnos. Los críticos, incluyendo la campaña de Sanders, alegaron que el horario de debate era extremadamente limitado y que era parte de un intento deliberado del DNC de proteger a Hillary Clinton. Tanto Martin O'Malley como Sanders pidieron más debates al DNC. Clinton dijo que creía que la decisión dependía del DNC, pero que estaría "feliz" de hacer más si se le preguntaba . El sexto y último debate estaba programado para mayo en California, pero Clinton se negó a participar. Su portavoz explicó: "Creemos que el tiempo de Hillary Clinton debería ser gastado en reunirse directamente con los votantes de California y prepararse para una campaña de elecciones generales que asegurará que la Casa Blanca permanezca en manos de los demócratas". Un portavoz de FOX, la cadena de televisión que debía difundir el debate, dijo: "Naturalmente, Fox News está decepcionado de que la secretaria Clinton haya rechazado nuestra invitación al debate, sobre todo teniendo en cuenta que la carrera sigue siendo controvertida. Antes de la primaria de California ". Sanders respondió: "Estoy decepcionado pero no sorprendido por la falta de voluntad de la secretaria Clinton de debatir ante la mayor y más importante primaria en el proceso de nominación presidencial".

## Campaña

### Recaudación de fondos

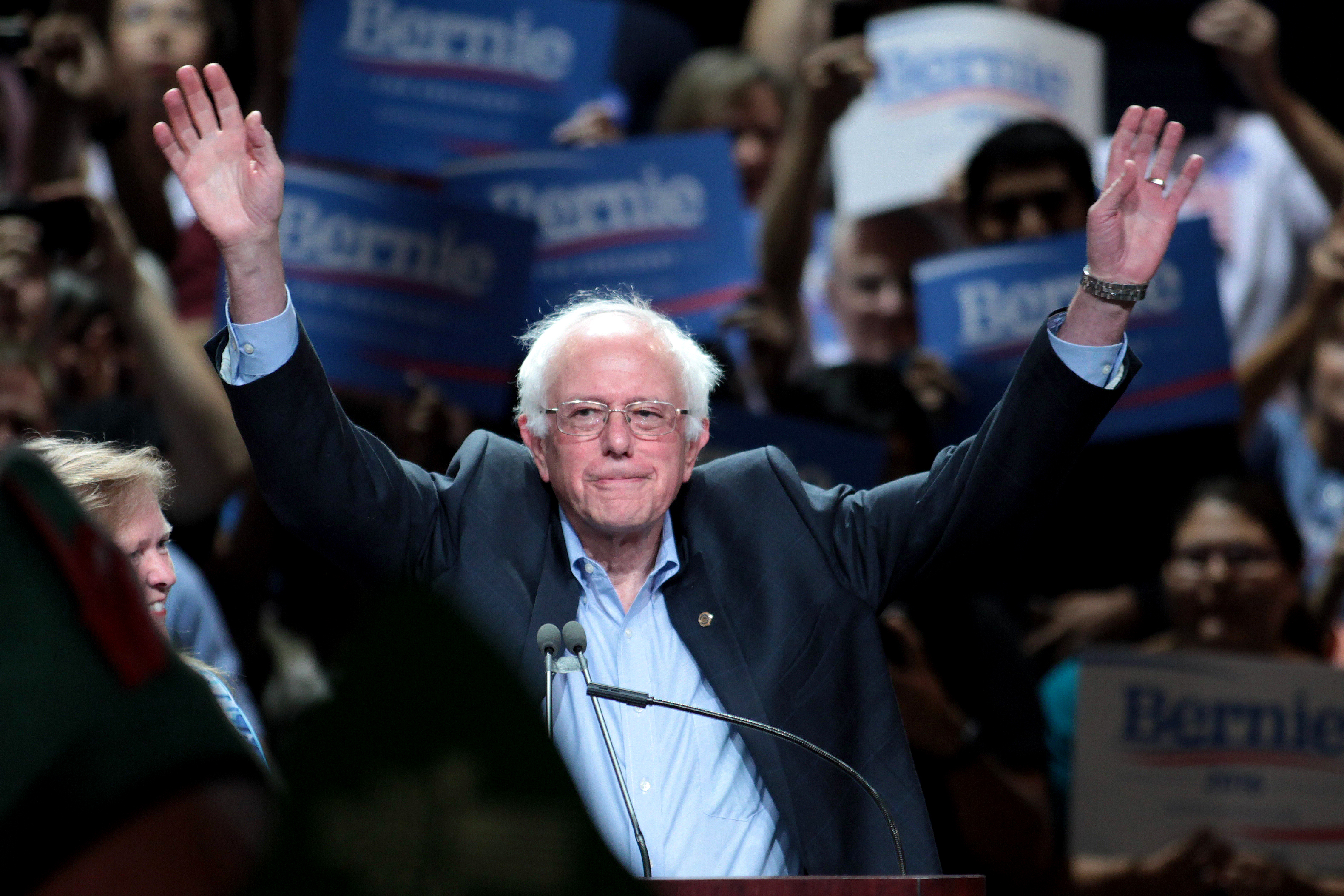
Sanders en un evento electoral en Phoenix, Arizona, julio de 2015

A diferencia de la mayoría de los otros candidatos presidenciales, Sanders no persiguió la financiación a través de un Super PAC, sino en pequeñas donaciones individuales. Con ocasión del Caso Ciudadanos Unidos contra la Comisión de Elecciones Federales, que saldó con una sentencia favorable a la organización conservadora Citizens United, dijo: "Ahora tenemos una situación política en la que los multimillonarios son ... capaces de comprar elecciones y candidatos", Sanders pidió una revocación de la Comisión Electoral Federal: "Para limitar la capacidad de los multimillonarios de comprar votos porque eso impide la 'libertad de expresión' es totalmente absurdo. La Corte Suprema está preparando el camino hacia una forma de sociedad oligárquica en la que un puñado de multimillonarios como los hermanos Koch y Sheldon Adelson controlarán nuestros procesos políticos ".
Sanders recaudó más de $ 1.5 millones en las primeras 24 horas después de anunciar su campaña presidencial el 30 de abril de 2015. Esto fue mayor que la cantidad recaudada por cualquiera de los candidatos republicanos en las primeras 24 horas después de sus respectivos anuncios. Hasta el 5 de mayo, la campaña de Sanders había recibido aproximadamente 75,000 contribuciones y había recaudado $ 3 millones. Los informes requeridos por la Comisión Electoral Federal en julio de 2015 mostraron un total de $ 15.2 millones en donaciones a la campaña de Sanders con una donación promedio de $ 31. El 30 de septiembre, el New York Times informó que Sanders había recaudado 26 millones de dólares en los últimos tres meses, apenas por debajo del total de Hillary Clinton de $ 28 millones. Pero Clinton había tenido diez veces más donantes que Sanders con muchas contribuciones de $ 2,700, la cantidad máxima permitida, mientras que las contribuciones de Sanders habían sido en su mayoría de menos de $ 200. Sanders recaudó $ 20 millones en el mes de enero de 2016, $ 5 millones más que Clinton durante el mismo período, con una donación promedio de $ 27. Sanders mencionó con frecuencia esta cifra de $ 27 en la campaña electoral como prueba de su apoyo popular, e incluso publicó un anuncio de televisión sobre el tema. También le volvió a ganar a Clinton en febrero de 2016, obteniendo 43,5 millones de dólares a sus 30 millones de dólares que había ganado Clinton. Durante marzo, Sanders recaudó 44 millones de dólares de una base de donantes casi el doble de la de Clinton. Las donaciones de abril fueron significativamente más bajas, totalizando $ 25.8 millones.
Después de apoyar a Hillary Clinton el 12 de julio, Sanders agradeció a sus voluntarios de campaña, diciendo: "Permítanme también dar las gracias a los cientos de miles de voluntarios en todos los estados de nuestro país que trabajaron tanto en nuestra campaña y los millones de nuestros colaboradores que mostraron al mundo Que podríamos llevar a cabo una exitosa campaña nacional basada en pequeñas contribuciones individuales ". Los esfuerzos de recaudación de fondos de Sanders han sido vistos como muy innovadores al confiar en la comunicación en línea con los votantes y demostrar que un candidato moderno puede ganar las primarias presidenciales sin el apoyo de los Super PACs y grandes donantes.

#### Apoyo de los superdelegados
Un superdelegado es un delegado de la Convención Nacional Demócrata que se sienta automáticamente, no elegido por los votantes en una primaria. Los Superdelegados incluyen distinguidos líderes de partidos y funcionarios electos, incluyendo a todos los miembros demócratas de la Cámara y el Senado y los gobernadores demócratas. Otros superdelegados son escogidos durante la temporada primaria. Los superdelegados demócratas son libres de apoyar a cualquier candidato para la nominación presidencial. En mayo, los Superdelegados del Partido Demócrata apoyaron abrumadoramente a Hillary Clinton.
En Cara a la nación, John Dickerson preguntó a Sanders si el sistema democrático estaba "amañado". Sanders respondió: "No usaría la palabra 'amañado' [...] pero estoy mudo ante el cierre de las primarias, en el estado de Nueva York, donde tres millones de personas que son demócratas o republicanos no pudieron participar, donde hay una situación en la que más de 400 superdelegados llegaron a bordo de la campaña de Clinton antes de que nadie estuviera en la carrera, ocho meses antes de la primera votación ". Sanders continuó hablando sobre los estados en los que había ganado victorias aplastantes y que creía que los superdelegados "deberían escuchar a la gente en esos estados y votar por el candidato elegido por el pueblo".

### Hablando en eventos

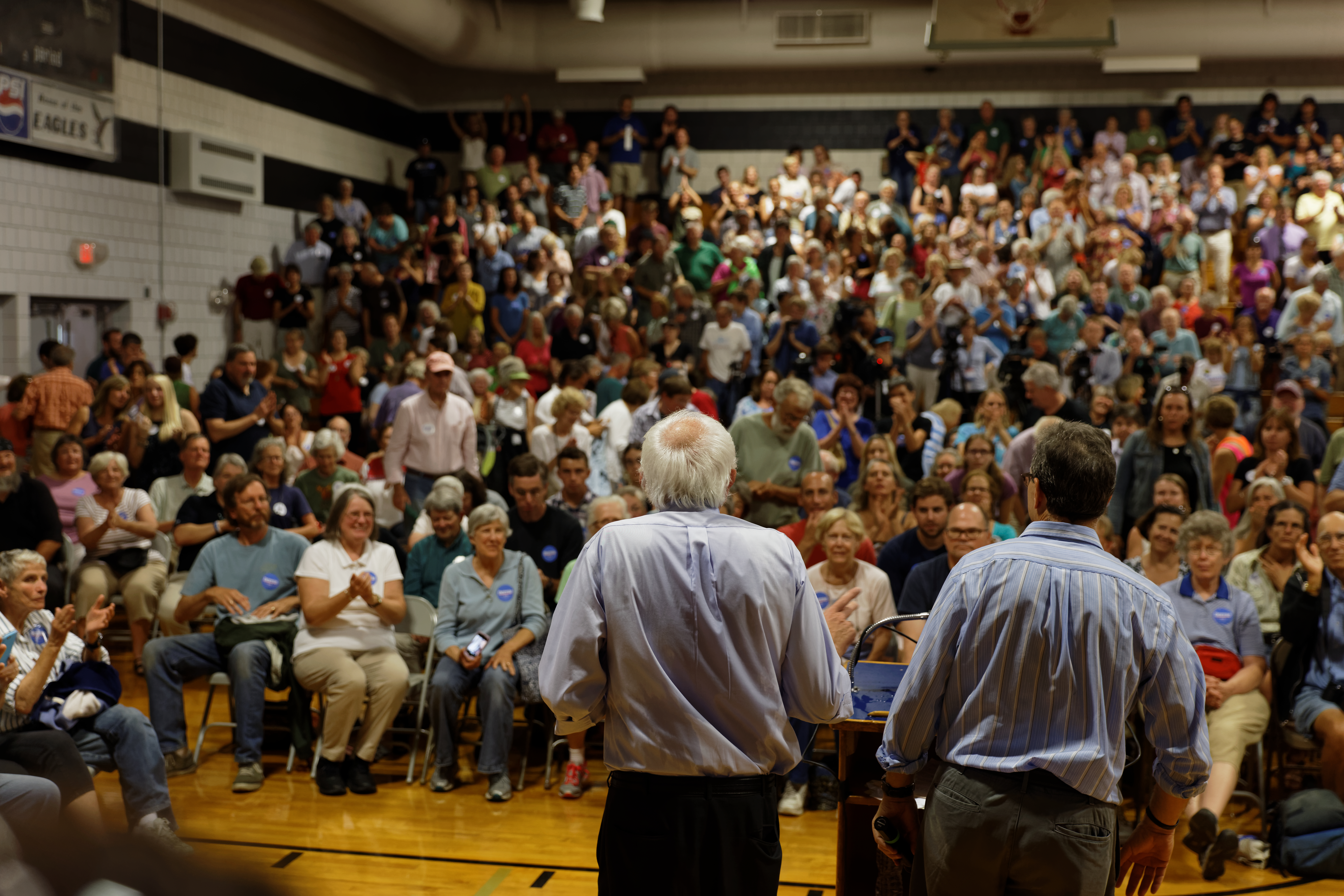
Sanders ante una multitud en Conway, New Hampshire, agosto de 2015

Sanders a menudo atrajo a grandes multitudes a sus eventos, llegó el momento en que varios simpatizantes de Sanders se tenían que quedar afuera de sus mítines. Al principio de su campaña, los medios de comunicación compararon favorablemente la asistencia de sus comicios a Hillary Clinton. Los acontecimientos programados por su campaña dibujaban "muchedumbres que desbordarían" alrededor del país. Sanders atrajo a más de 700 seguidores a un evento de mediados de junio en Iowa, que según el Wall Street Journal fue "el mismo número que asistió a un evento de Hillary Clinton el domingo donde ofreció una mesa de buffet y una banda en vivo". Después de que unas 3.000 personas asistieron a un evento en Minneapolis, Sanders dijo que estaba "Aturdido, aturdido, es decir, tuve que luchar para entrar en la habitación.

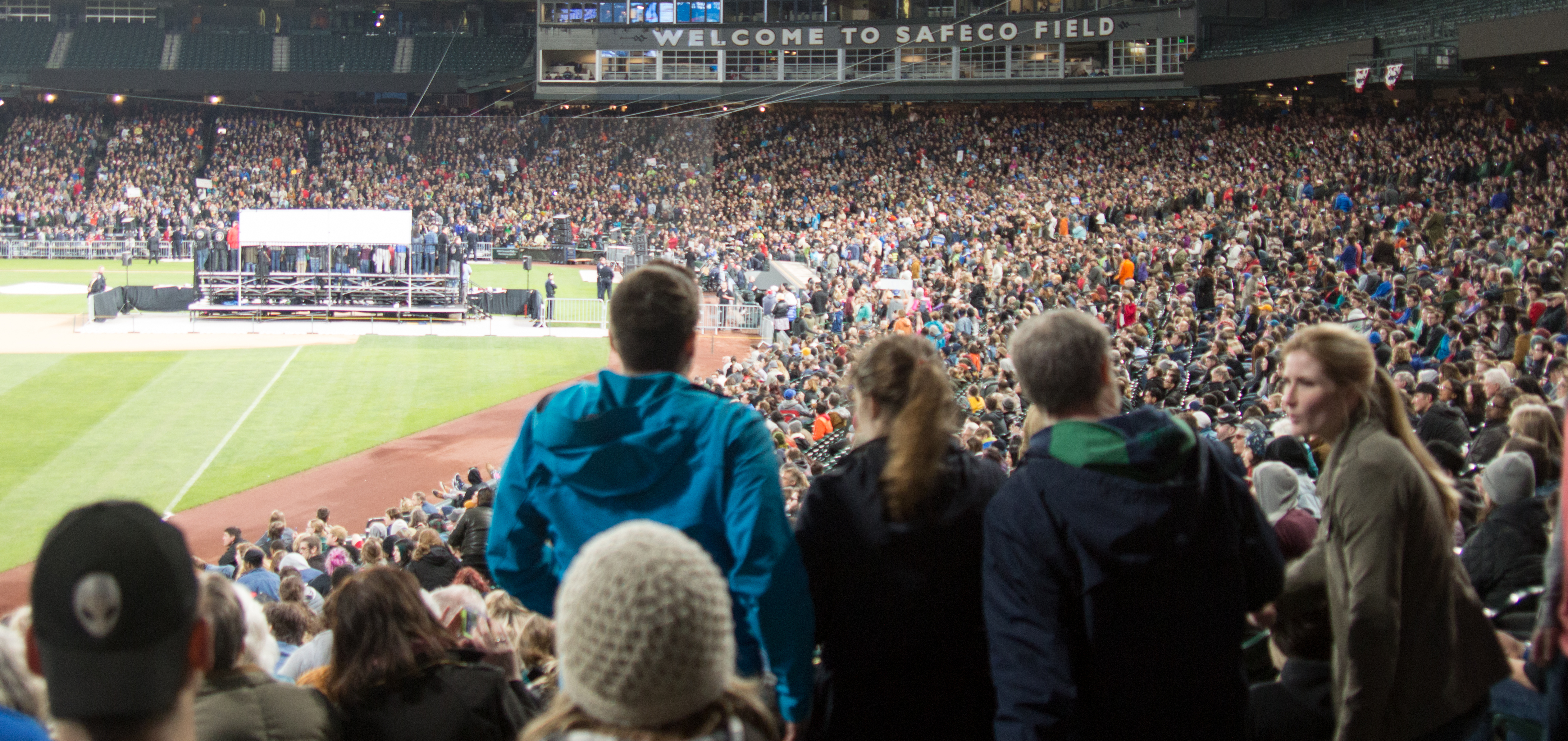
Sanders hablando a 15.000 personas en Seattle en marzo de 2016

Comenzando en junio, las muchedumbres en los eventos de Sanders llegaron a ser mucho más grandes que las de cualquier otro candidato presidencial que había sido anunciado hasta ese punto. En una aparición del 20 de junio en Denver, Sanders atrajo a unos 5.000 partidarios en una parada de campaña de rutina, igualando el tamaño de la multitud en el discurso de lanzamiento de la campaña de Hillary Clinton en Nueva York el fin de semana anterior.
El 1 de julio, una multitud de por lo menos 10.000 fue a ver a Sanders en Madison, Wisconsin, casi el doble del tamaño de la mayor multitud de su principal rival, Hillary Clinton. Un evento de campaña de Sanders en Council Bluffs, Iowa, el 3 de julio, atrajo a más de 2.500 partidarios. Hasta la fecha, este fue el mayor público para cualquier candidato presidencial de 2016 atrajo en Iowa. Sanders atrajo a una multitud de más de 11.000 el 18 de julio en Phoenix, Arizona. En aquella época, éste había sido el grupo más grande de cualquier candidato de 2016, de cualquier partido.
En una gira por la Costa Oeste de tres días durante el mes de agosto, los activistas de Black Lives Matter interrumpieron un evento de Sanders en Seattle. Los activistas sacaron a Sanders del podio y Sanders miró mientras hablaban. La campaña finalmente cerró el evento. Al día siguiente Sanders habló a una muchedumbre de 28.000 partidarios en el Centro de Moda en Portland, Oregón, y el 10 de agosto más de 27,000 personas aparecieron para su reunión en el Estadio de Deportes de Memorial de Los Ángeles. El 14 de septiembre de 2015, Sanders habló en la Universidad de la Libertad, una universidad altamente influenciada por los republicanos, durante su Convocatoria.

### Apoyo

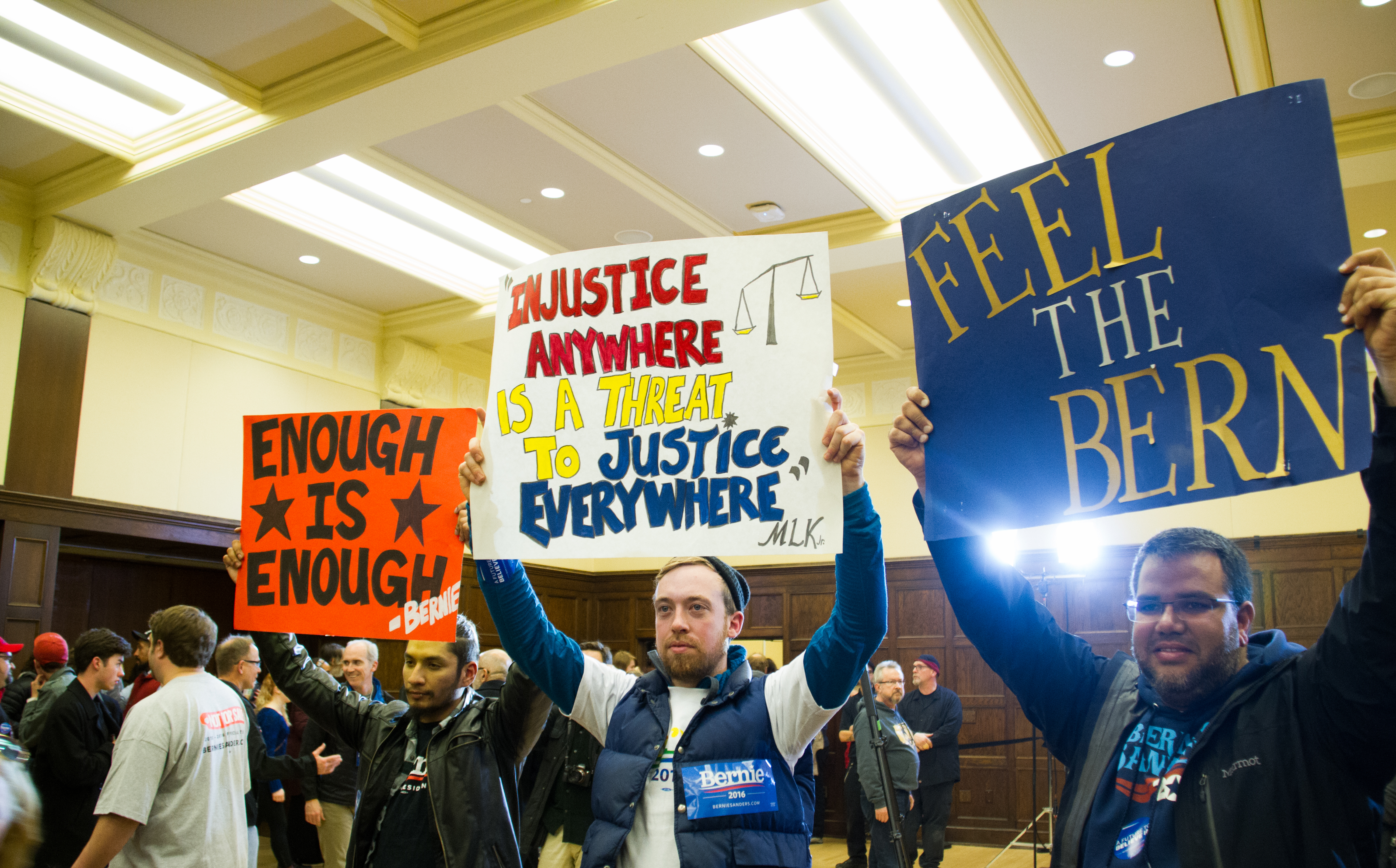
Simpatizantes de Sanders, enero de 2016

A nivel nacional, Sanders tuvo un apoyo considerable entre los demócratas blancos y de tendencia liberal, pero considerablemente menos entre los demócratas no blancos y moderados o conservadores. Un informe de abril de 2015 de The New York Times sugirió que "casi sólo una cuarta parte de los demócratas mantenían los puntos de vista consistentemente liberales que potencialmente los pondrían dar a la izquierda de la señora Clinton". Según un reporte del New York Times de junio de 2015, "en una encuesta del NBC / Wall Street Journal de esa semana, el 95 por ciento de los votantes demócratas no blancos dijeron que podían verse apoyando a la Sra. Clinton para la nominación en la primaria. El otro porcentaje dijo que podían verse votando por el Sr. Sanders ".
Dos encuestas de agosto de 2015 mostraron que Sanders le ganaba a Clinton por siete puntos en Nueva Hampshire. Tanto el promedio de sondeo de RealClearPolitics como el promedio de Pollock de Huffington Post para la primaria demócrata de Nueva Hampshire mostraron a Sanders ganando a Clinton en un 3,5 por ciento aproximadamente el 28 de agosto de 2015.
El 20 de noviembre, una encuesta en línea de NBC News mostró que el apoyo nacional de Sanders continuó creciendo. Una encuesta que encuestó a 5.755 adultos en todo el país mostró que Sanders era el candidato preferido del 33% de los votantes demócratas e independientes, dejando detrás a Clinton por 16 puntos. Sanders siguió mostrando una fuerte ventaja entre los votantes jóvenes y arrastró a Clinton por solo tres puntos entre los votantes blancos.
Según una encuesta nacional del 2 de diciembre de la Universidad de Quinnipiac, Sanders iba por delante de los cuatro candidatos republicanos con más apoyo según una encuesta de enfrentamiento electoral general.
En las semanas anteriores a las primarias demócratas, Sanders lideraba en Nueva Hampshire un 50% en el 46% de Clinton y detrás de Clinton en Iowa, entre 48% y 45%. Una encuesta de la Universidad de Quinnipiac publicada el 12 de enero de 2016, mostró a Sanders líder en Iowa por 49 por ciento al 44 por ciento de Clinton.
El 28 de octubre de 2016, Sanders fue declarado elegible candidato para ser presidente en California, con Tulsi Gabbard como vicecandidato presidencial.

### Caucus y Primarias
Sanders perdió por poco las urnas de 2016 en Iowa por un 0,25% de los votos. El 9 de febrero de 2016 ganó la primaria demócrata de Nueva Hampshire con el 22,4% de los votos (60,4% al 38,0% de Hillary Clinton), recibiendo un fuerte apoyo de los votantes que consideraban importante nominar a un candidato "honesto y digno de confianza"  Esto lo convirtió en el primer autodemócrata socialista democrático y primer no cristiano en ganar una primicia presidencial estadounidense en un partido mayor. En su estado natal Vermont, Sanders recibió el 86.1% de los votos, negando a Clinton a cualquier delegado. También ganó victorias de "derrumbe" en Washington, Alaska y Hawái. El 8 de marzo, Sanders sacó un trastorno en la primaria demócrata de Míchigan, donde las encuestas habían favorecido a Clinton por márgenes significativos. Del 78% de los delegados prometidos asignados en primarias para el 10 de mayo de 2016, Clinton había ganado el 54% al 46% de Sanders. De los 715 delegados o "superdelegados" que votaron en la convención en julio, Clinton recibió el respaldo de 505 (71%), y Sanders 41 (6%).

#### Convención del Estado de Nevada
En la Convención Demócrata del estado de Nevada en mayo, los delegados de Sanders estaban indignados por los cambios e interpretaciones de las reglas que dieron como resultado la negación de las credenciales de casi 60 partidarios de Sanders, como consecuencia Sanders quedó en segundo lugar. Los partidarios de Sanders enojados gritaron al orador principal Barbara Boxer, dijeron que era partidaria de Clinton. Fue ampliamente reportado por los medios de comunicación que algunos empujones, lanzamiento de sillas y otros objetos, se produjeron antes de que la presidenta del Partido Demócrata de Nevada, Roberta Lange, terminara la convención tempranamente, pero no hubo evidencia real de que sillas hubieran sido arrojadas. Después de la clausura de la convención, los guardias de seguridad del casino y la policía local fueron llamados a retirar a los partidarios de Sanders que se negaron a abandonar el salón de baile del casino. Lange recibió amenazas de muerte y amenazas a la vida de su familia y sus nietos en línea y por teléfono después de que "los partidarios de Sanders publicaron las direcciones de la casa y del negocio de Lange, el correo electrónico y el número de teléfono celular en línea". El portavoz de Sanders, Michael Briggs, dijo que "no tolerarían la violencia ni la fomentarían y mucho menos las amenazas de violencia", y negaron que la campaña tenga un papel "en fomentar la actividad de la que se queja".
El Partido Demócrata de Nevada escribió al Comité Nacional Demócrata acusando a los partidarios de Sanders de una "inclinación por el comportamiento extraparlamentario -de hecho, la violencia real- en lugar de una conducta democrática en una convención". Sanders respondió: "Nuestra campaña por supuesto cree en el cambio no violento y no hace falta decir que condeno todas las formas de violencia, incluido el acoso personal de los individuos ", pero añadió que sus partidarios no habían sido tratados con" justicia y respeto ".

### Demostraciones
Los partidarios de Sanders organizaron varias manifestaciones en apoyo a su campaña. Se sabe que han participado en gran número en la protesta en el mitin de Donald Trump en Chicago y las protestas de la primavera de la democracia. El 3 de abril, un gran número de partidarios de Sanders protestaron frente a la sede central de CNN en Los Ángeles, los protestantes estaban en contra el poco tiempo que Sanders estuvo al aire en comparación con otros candidatos.

### Publicidad
La campaña comenzó a comprar publicidad en noviembre de 2015 cuando gastó $ 2 millones en anuncios de televisión. En las últimas 2 semanas de diciembre y la primera semana de enero, la campaña de Sanders gastó $ 4.7 millones en anuncios de televisión, superando la campaña de Clinton. Antes de los caucus de Iowa y las primarias de Nueva Hampshire, la campaña lanzó el anuncio "América".

### Personal
El 14 de abril de 2016, Sanders despidió a la coordinadora nacional de la evangelización judía de la campaña, Simone Zimmerman, después de que se descubriera que ella había usado lenguaje grosero para describir al primer ministro de Israel y a Hillary Clinton en Facebook. La contratación de Zimmerman, que tiene una historia de oposición a las políticas israelíes en Cisjordania y Gaza, ha sido ampliamente criticada por grupos judíos.

## Cobertura de prensa
Algunos partidarios de Sanders dijeron que The New York Times minimizo la cobertura de la campaña de Sanders en favor de otros candidatos, especialmente de Trump y Clinton. Un informe de diciembre de 2015 encontró que las tres redes principales de noticias (CBS, NBC y ABC) habían pasado 234 minutos informando sobre el candidato republicano Donald Trump y 10 minutos sobre Sanders, a pesar de sus resultados de encuestas similares. El informe señaló que ABC World News Tonight había pasado 81 minutos de información sobre Trump y menos de 1 minuto de información de Sanders durante 2015.
El 3 de abril de 2016, cientos de partidarios de Sanders protestaron contra la cobertura de CNN de las elecciones presidenciales en la sede de CNN. Llamándose a sí mismos "Occupy CNN", afirmaron que las principales redes de medios han intentado intencionalmente minimizar el tiempo al aire de Sanders en favor de candidatos como Hillary Clinton y Donald Trump.

### Redes Sociales
Sanders utilizó las redes sociales para ayudar a su campaña a ganar impulso. Su campaña fue impulsada a través de Twitter, Facebook, Snapchat, Instagram, Tumblr y Reddit. Sanders ganó una gran base en línea, sus partidarios lo podían ayudar a través de Twitter a través del hashtag #FeelTheBern.
La campaña de Sanders también destacó por la intensa actividad que tuvo en diferentes redes sociales. Algunos activistas en línea que promueven agresivamente a Sanders y atacan a los partidarios de Clinton fueron peyorativamente llamados Bernie Bros.
Sanders ganó decenas de miles de seguidores en Twitter durante y después de sus apariciones en debates. Aunque los seguidores de Twitter son sólo una métrica de éxito, esto llevó a USA Today a especular que había ganado el debate de octubre.

### Medios Populares

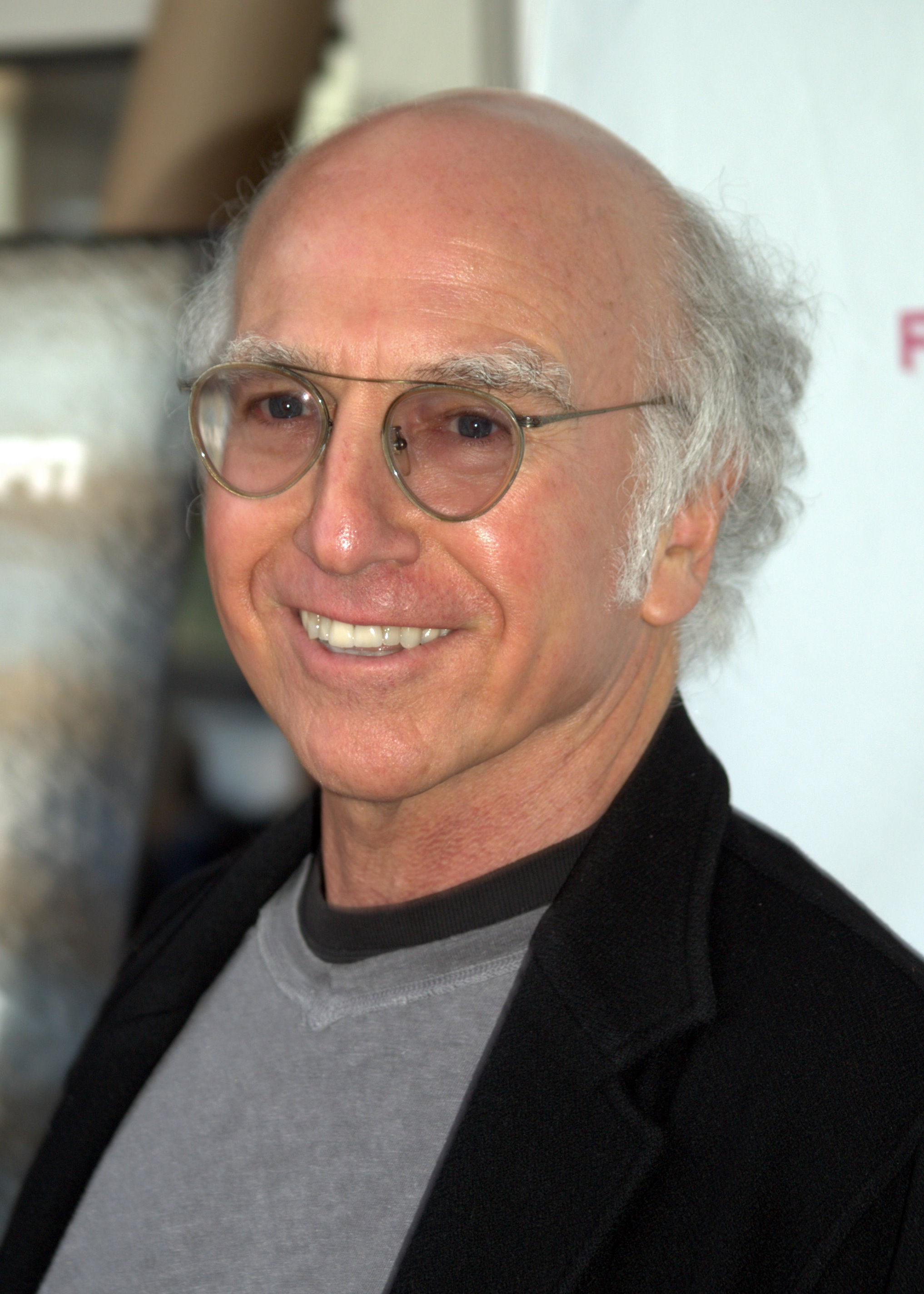
Larry David en el Saturday Night Live

Saturday Night Live (SNL) destacó a Sanders en una presentación el 17 de octubre de 2015, cuando el escritor Larry David le hizo una parodia del primer debate presidencial demócrata primario, que se había emitido cuatro días antes en CNN. David volvió al espectáculo por primera vez en 30 años para parodiar a Sanders. La impresión de los partidariosSde anders fue ampliamente recibida favorablemente en Twitter, Larry David alzó los brazos y se puso a gritar: "Voy a marcar hasta un diez: Estamos condenados! ¡Necesitamos una revolución! Tenemos millones de personas en las calles. Tenemos que hacer algo y tenemos que hacerlo ahora ". Cuando Sanders lo vio respondió: "Creo que usaremos a Larry en nuestro próximo mitin. Él me hace mejor que yo. "
David retrató a Sanders nuevamente el 7 de noviembre de 2015 en SNL, hizo una parodia de un foro de candidatos demócratas organizado por Rachel Maddow que se había transmitido en MSNBC a principios de esa semana.
Aunque no ganó el premio oficial, en diciembre de 2015 Sanders ganó la encuesta de los lectores para la persona del año 2015 de la revista Time con el 10% de los votos.

### "Memes" de internet
La campaña de Sanders generó muchos memes de Internet. Un grupo de Facebook llamado Bernie Sanders "Dank Meme Stash" fue creado para ayudar a difundir información y entretenimiento cómico acerca de Sanders. El 20 de marzo de 2016, el grupo tenía casi 420.000 miembros.

### Servicio de citas en línea
La campaña de Sanders también inspiró un servicio de citas en línea, Bernie Singles. Fundado por el estudiante de segundo año de ciencias políticas de la Universidad Estatal de Arizona, Colten Caudle y el copropietario David Boni, el 17 de febrero de 2016, Bernie Singles se convirtió en un tema de tendencias en Facebook, Reddit y Twitter.